# Bradley (Illinois)
Bradley és una vila dels Estats Units a l'estat d'Illinois. Segons el cens del tenia 12.784 habitants.

## Demografia
Segons el cens del 2000, Bradley tenia 12.784 habitants, 5.041 habitatges, i 3.382 famílies. La densitat de població era de 1.305,8 habitants/km².
Dels 5.041 habitatges en un 33,5% hi vivien nens de menys de 18 anys, en un 51,3% hi vivien parelles casades, en un 11% dones solteres, i en un 32,9% no eren unitats familiars. En el 26,8% dels habitatges hi vivien persones soles l'11% de les quals corresponia a persones de 65 anys o més que vivien soles. El nombre mitjà de persones vivint en cada habitatge era de 2,49 i el nombre mitjà de persones que vivien en cada família era de 3,03.
Per edats la població es repartia de la següent manera: un 26% tenia menys de 18 anys, un 9,8% entre 18 i 24, un 31,5% entre 25 i 44, un 19,2% de 45 a 60 i un 13,4% 65 anys o més.
L'edat mediana era de 34 anys. Per cada 100 dones de 18 o més anys hi havia 90,7 homes.
La renda mediana per habitatge era de 41.757 $ i la renda mediana per família de 47.984 $. Els homes tenien una renda mediana de 38.224 $ mentre que les dones 24.493 $. La renda per capita de la població era de 19.035 $. Aproximadament el 3,6% de les famílies i el 6,8% de la població estaven per davall del llindar de pobresa.

## Poblacions properes
El següent diagrama mostra les poblacions més properes.